# Alexandru Popescu
Alexandru Popescu (Bucarest, 3 settembre 1917 – Montréal, 2007) è stato un cestista e allenatore di pallacanestro rumeno.

## Carriera
Con la Romania ha disputato i Campionati europei del 1947.
Da allenatore ha guidato la Romania alle Olimpiadi del 1952.